# Fundació Llibreria Les Voltes
La Fundació Llibreria Les Voltes (abans només Llibreria Les Voltes) és una llibreria de Girona fundada el 1963.
La van fundar 43 socis amb la intenció de reactivar el sentiment catalanista mitjançant la venda dels pocs llibres llavors disponibles en català (molts d'ells censurats). Va ser un focus d'activisme cultural en els darrers anys del franquisme i es considera un epicentre dels moviments catalanistes a Girona a partir dels anys 70, com demostren per exemple la campanya de recollida d'autoinculpacions pel 9N iniciada l'any 2015. Va ser presidida per Feliu Matamala durant més de 40 anys i des de la seva mort el 2009 n'és responsable el seu fill, Joan Matamala. La llibreria expedeix el Carnet català des del 1982 i organitza la Fira del Dibuix de l'1 de novembre coincidint amb les Fires de Sant Narcís des del 1965. El 22 de juny de 1990 se'ls va atorgar el Premi a la Normalització lingüística emès per l'Ateneu d'Acció Cultural. És l'única llibreria de tot Catalunya que només ven llibres i revistes en català.
El 8 de maig de 2014 esdevé una fundació, passant a anomenar-se Fundació Llibreria les Voltes. El gener de 2015, ja com a fundació, presenten juntament amb el jutge Santiago Vidal, un esborrany de constitució catalana per a una Catalunya independent.